# Попова Наталія Сергіївна
Наталія Сергіївна Попова (Гринцер; 1885, Новомосковськ, Катеринославська губернія — 1975, СРСР) — радянський педагог — методист, доцент, автор низки підручників і навчальних посібників з арифметики.
Народилася у сім'ї ветеринарного лікаря, статського радника Сергія Григоровича Гринцера. Брат — Горчаков Григорій Сергійович — військспец, учасник 4-х воєн.
Із кінця 1901 року проживала в Санкт-Петербурзі. В одному зі столичних вузів здобула вищу математичну освіту. Незадовго до Жовтневої революції одружилася, прізвище по чоловіку — Попова.
На початку 1920-х років проживала і працювала в Баку, потім здійснила переїзд до Москви. Обіймала відповідальні педагогічні посади у системі народної освіти, старший методист, доцент кафедри початкової освіти. Автор багатьох навчальних посібників, підручників та задачників з арифметики, що витримали багаторазові перевидання, у тому числі і в наші дні.

## Праці
- Методика преподавания арифметики в начальной школе. — Л.: Учпедгиз, 1955.
- Учебник арифметики для начальной школы: 1-й год обучения. — Ч. 1. — 1933. — 70 с.
- Учебник арифметики: Для начальной школы. 2-й год обучения. — 1933. — 73 с.
- Учебник арифметики: 2-й год обучения. — 1934. — 74 с.
- Учебник арифметики: Для начальной школы. 3 и 4 год обучения. — Ч. 3. — 1934. — 69 с.
- Учебник арифметики: Для начальной школы: Ч. 1. — М.; Л.: Учпедгиз, 1936. — 64 с.
- Учебник арифметики: Для 2 класса начальной школы. — Ч. 2. — Л.; М.: Учпедгиз, 1937. — 69 с.
- Учебник арифметики для начальной школы. 3 и 4 классы. — Ч. 3 — Л.; М.: Учпедгиз, 1937. — 57 с.
- Сборник арифметических задач и упражнений: для 3 класса начальной школы. — Ч. 1. — Л.; М.: Учпедгиз, 1937. — 49 с.
- Сборник арифметических задач и примеров: Для 3-го года обучения в начальной школе. — Ч. 1. — 1934. — 58 с.
- Сборник арифметических задач и упражнений: Для 4-го года обучения начальной школы. — Ч. 2. — 1934. — 69 с.
- Сборник арифметических задач и упражнений для начальной школы: 3 год обучения: на калм. языке / Н. С. Попова; пер. Г. Бембеева. — Элиста: Калмгосиздат, 1935.
- Учебник арифметики для начальной школы. — Ч. I. Для 1 класса. — Изд. 6-е. Госуд. уч.-пед изд-во, 1937. — 64 с.
- Учебник арифметики для начальной школы. — Ч. II. Второй год обучения. — Изд. 2-е, перераб. — М.—Л.: Госуд. уч.-пед изд-во, 1933. — 68 с.
- Учебник арифметики для начальной школы. — Ч. III. Для 3-го и 4-го классов. — Изд. 5-е. — М.—Л.: Госуд. уч.-пед изд-во, 1937. — 56 с.
- Сборник арифметических задач. — Л.—М., 1937. Несколько изданий.
- Учебник арифметики для начальной школы. — Л.—М., 1938. Несколько изданий.
- Дидактический материал по арифметике. — М., 1959. Несколько изданий.
- Сборник арифметических задач и упражнений для начальной школы. — Ч. 1, 2, 3 и 4.
- Сборник арифметических задач и упражнений Н. С. Поповой (двенадцатое издание, Рига, 1945 год) был переработан Е. Глебовой и А. Кречетовой в 1999 году, методика сохранена полностью.